# Ho Hey
«Ho Hey» es una canción de la banda estadounidense de rock folk The Lumineers. Fue lanzado en 2012 como el primer sencillo de su álbum debut homónimo. El video musical también fue lanzado el 11 de marzo de 2012.
Rolling Stone la nombró la 26° mejor canción de 2012.

## Composición
"Ho Hey" es una canción indie folk que está escrita en la tonalidad de Do mayor. Un amplificador McIntosh MC240 fue utilizado en la grabación.

## Video musical
El video musical de "Ho Hey", fue lanzado el 11 de marzo de 2012. Fue dirigido por Ben Fee. El videoclip muestra a la banda cantando y bailando la canción con muchas personas.

## Posicionamiento en listas
| Listas (2012–2013)                            | Mejor posición |
| --------------------------------------------- | -------------- |
| Alemania (Offizielle Deutsche Charts)         | 35             |
| Australia (ARIA)                              | 3              |
| Austria (Ö3 Austria Top 40)                   | 13             |
| Bélgica (Flandes) (Ultratop 50)               | 18             |
| Bélgica (Valonia) (Ultratop 50)               | 36             |
| Canadá (Canadian Hot 100)                     | 2              |
| Canadá (Canadian Alternative Rock)            | 2              |
| Canadá (Canadian Active Rock)                 | 30             |
| Dinamarca (Tracklisten)                       | 31             |
| Escocia (Scottish Singles Sales Chart)        | 21             |
| Eslovaquia (Rádio Top 100)                    | 9              |
| España (Top 100 Canciones)                    | 8              |
| Estados Unidos (Billboard Hot 100)            | 3              |
| Estados Unidos (Adult Contemporary)           | 1              |
| Estados Unidos (Adult Top 40)                 | 1              |
| Estados Unidos (Country Airplay)              | 49             |
| Estados Unidos (Hot Rock & Alternative Songs) | 1              |
| Estados Unidos (Mainstream Top 40)            | 2              |
| Estados Unidos (Rock Airplay)                 | 1              |
| Francia (SNEP)                                | 6              |
| Irlanda (IRMA)                                | 2              |
| Israel (Media Forest)                         | 6              |
| Italia (FIMI)                                 | 7              |
| Japón (Japan Hot 100)                         | 76             |
| Nueva Zelanda (Recorded Music NZ)             | 2              |
| Reino Unido (UK Singles Chart)                | 8              |
| República Checa (Rádio Top 100)               | 6              |
| Países Bajos (Mega Single Top 100)            | 7              |
| Suecia (Sverigetopplistan)                    | 9              |
| Suiza (Schweizer Hitparade)                   | 7              |

## En la cultura popular
Antes del lanzamiento del sencillo, la canción fue incluida en un comercial de televisión para Bing el 1 de junio de 2012. La canción también fue presentada en el 5 de diciembre 2011 episodio de Hart of Dixie, así como en The Vampire Diaries (Temporada 4, episodio 3), Bones (Temporada 8, Episodio 1). Necessary Roughness (Temporada 2, Episodio 12) y Catfish. En el Reino Unido, la canción ha sido utilizada en un anuncio de E.ON y en el episodio final de la comedia de Cuckoo, así como los anuncios de la película Silver Linings Playbook. Además de esto, Taylor Swift cover de esta canción en un medley con su canción "Stay Stay Stay" en su gira Red Tour. En el episodio 16 de Nashville, los personajes Maddie y Conrad Daphne canta esta canción. Esta versión, atribuye a los nombres reales Lennon y Maisy los actores, llegó al número 58 en Country Airplay de fecha para la semana del 27 de abril de 2013. Una versión puramente instrumental se ha utilizado en un comercial de cerveza Blue Moon. En Chile, la canción fue usada por la multitienda Paris para Mejores Papás el Día del Padre 2013. Una versión de "Ho Hey" fue usado en Kidz Bop 24.